# オペラント条件づけ
|          |          |          |          |          |          |      |      |          |          |          |          | オペラント条件づけ | オペラント条件づけ | オペラント条件づけ | オペラント条件づけ | オペラント条件づけ | オペラント条件づけ |          |          |          |          |      |      |          |          | 消去     | 消去     | 消去     | 消去     | 消去 | 消去 |  |  |  |  |  |  |  |  |
|          |          |          |          |          |          |      |      |          |          |          |          | オペラント条件づけ | オペラント条件づけ | オペラント条件づけ | オペラント条件づけ | オペラント条件づけ | オペラント条件づけ |          |          |          |          |      |      |          |          | 消去     | 消去     | 消去     | 消去     | 消去 | 消去 |  |  |  |  |  |  |  |  |
|          |          |          |          |          |          |      |      |          |          |          |          |                    |                    |                    |                    |                    |                    |          |          |          |          |      |      |          |          |          |          |          |          |      |      |  |  |  |  |  |  |  |  |
|          |          |          |          | 強化     | 強化     | 強化 | 強化 | 強化     | 強化     |          |          |                    |                    |                    |                    |                    |                    | 弱化     | 弱化     | 弱化     | 弱化     | 弱化 | 弱化 |          |          |          |          |          |          |      |      |  |  |  |  |  |  |  |  |
|          |          |          |          | 強化     | 強化     | 強化 | 強化 | 強化     | 強化     |          |          |                    |                    |                    |                    |                    |                    | 弱化     | 弱化     | 弱化     | 弱化     | 弱化 | 弱化 |          |          |          |          |          |          |      |      |  |  |  |  |  |  |  |  |
|          |          |          |          |          |          |      |      |          |          |          |          |                    |                    |                    |                    |                    |                    |          |          |          |          |      |      |          |          |          |          |          |          |      |      |  |  |  |  |  |  |  |  |
| 正の強化 | 正の強化 | 正の強化 | 正の強化 | 正の強化 | 正の強化 |      |      | 負の強化 | 負の強化 | 負の強化 | 負の強化 | 負の強化           | 負の強化           |                    |                    | 正の弱化           | 正の弱化           | 正の弱化 | 正の弱化 | 正の弱化 | 正の弱化 |      |      | 負の弱化 | 負の弱化 | 負の弱化 | 負の弱化 | 負の弱化 | 負の弱化 |      |      |  |  |  |  |  |  |  |  |
| 正の強化 | 正の強化 | 正の強化 | 正の強化 | 正の強化 | 正の強化 |      |      | 負の強化 | 負の強化 | 負の強化 | 負の強化 | 負の強化           | 負の強化           |                    |                    | 正の弱化           | 正の弱化           | 正の弱化 | 正の弱化 | 正の弱化 | 正の弱化 |      |      | 負の弱化 | 負の弱化 | 負の弱化 | 負の弱化 | 負の弱化 | 負の弱化 |      |      |  |  |  |  |  |  |  |  |
|          |          |          |          |          |          |      |      |          |          |          |          |                    |                    |                    |                    |                    |                    |          |          |          |          |      |      |          |          |          |          |          |          |      |      |  |  |  |  |  |  |  |  |
|          |          |          |          | 逃避     | 逃避     | 逃避 | 逃避 | 逃避     | 逃避     |          |          | 回避               | 回避               | 回避               | 回避               | 回避               | 回避               |          |          |          |          |      |      |          |          |          |          |          |          |      |      |  |  |  |  |  |  |  |  |

オペラント条件づけ（オペラントじょうけんづけ、operant conditioning、またはinstrumental conditioning）とは、報酬や嫌悪刺激（罰）に適応して、自発的にある行動を行うように、学習することである。行動主義心理学の基本的な理論である。
1898年のエドワード・ソーンダイクによる実験がはじめてであるが、1938年にはバラス・スキナーがマウスやハトを用いて体系的な研究を開始した。スキナー箱とは、マウスが餌が出るレバーを押すように自発的に行動（operate）するように行動が変容することを観察する代表的な実験装置である。道具的条件づけやスキナー型条件づけ、オペラント学習とも呼ばれる。
イワン・パブロフによる古典的条件づけは、オペラント条件づけに対する条件づけである。こちらは、遺伝的に組み込まれた反応と、無関係な反応とを結びつけることである。
ヒトを含む動物が自発する広範な行動が条件づけの対象となり、日常生活の中のいたるところで偶発的に生じている。また経験則として、子どものしつけや飼育動物の訓練などに古くから用いられてきた。スキナーとその後継者によって行動療法やプログラム学習などの応用領域が開拓され、現在では、動作や運転などの技能訓練、嗜癖や不適応行動の改善、障害児の療育プログラム、身体的・社会的リハビリテーション、e-ラーニングなど、幅広い領域で自覚的で洗練された応用がなされている。
しかしながら、コンラート・ローレンツに発見された刷り込みはいかなる条件づけもなく、きわめて強固に学習が行われる。エドワード・L・デシによる内発的動機づけの研究は、外部からの報酬や罰を随伴させなくても行動が動機づけられることを明らかにしてきたし、外から与えられる動機づけは、創造性や責任感といった点で、内発的動機づけに劣ることを実証し自己決定理論（英語: Self-determination theory）が提唱されてきた。アルバート・バンデューラは、他者を観察し模倣して学習するモデリングについての社会的学習理論を提唱した。

## 定義
オペラント行動とは、その行動が生じた直後の、刺激の出現もしくは消失といった環境の変化に応じて、頻度が変化する行動をいう。
オペラント条件づけは、オペラント行動が自発的に行動された直後の環境の変化に応じて、その後の自発頻度が変化する学習をいう。
古典的条件づけとは異なり、オペラント行動には行動を“誘発する”生得的な刺激（無条件誘発刺激）は存在しない。オペラント行動では、生物が自発的に行動する。
また、オペラント (operant) とはオペレート（動作する operate）からのスキナーによる造語である。
強化（reinforcement）
オペラント行動の自発頻度の高まりをいう。
弱化（punishment）
オペラント行動の自発頻度の低まりをいう。
好子（強化子 reinforcer、正の強化子、強化刺激ともいう）
出現したことによって直前のオペラント行動の自発頻度を高めた刺激である。
嫌子（罰子 punisher、負の強化子、嫌悪刺激ともいう）
出現したことによって直前のオペラント行動の自発頻度を低めた刺激である。
トークン
貨幣、引換券、点数など、集めることによって他の好子と交換できる（交換可能性を持つ）好子をトークンと呼ぶ。たとえば、課題の動作を重ねて行なうと手に入る引換券によってエサが得られるようにしておくと、チンパンジーはこの課題を遂行するようになる。

## 行動随伴性
行動随伴性(behavior contingency)とはオペラント行動の自発頻度の変化とそれが自発された直後の環境の変化との関係をいう。行動随伴性には4種類がある。
- 正の強化：好子出現による強化
- 負の弱化：好子消失による弱化
- 正の弱化：嫌子出現による弱化
- 負の強化：嫌子消失による強化

また、行動随伴性というメガネを通して行動の分析を試みる事こそ行動分析学の根幹である。
- 消去（extinction） - 以前に強化された応答がもはや有効でなくなったときに発生。

## スキナー箱
オペラント条件づけの実験のため、スキナーはオペラント条件づけ箱（Operant conditioning chamber）を発明した。これは現在ではスキナー箱と呼ばれている。
スキナー箱に絶食させておいたネズミを入れ、ブザーが鳴ったときレバーを押すとエサがもらえるようにしておくと、やがて、ネズミはブザーの音に反応してレバーを押すようになり、ブザーが鳴った直後にネズミがレバーを押す頻度（確率）が増加していく。これが正の強化の一例である。
- このとき「レバー押しの動作がエサで強化される」と表現される。
- エサは出現したことによって直前のオペラント行動の自発頻度を高めたので好子（こうし）と表現される。
- 絶食させたことが、餌に好子としての特性を与えた（確立した）ので、絶食を確立操作という。
- ブザーはエサに先行して出現しているため先行刺激と呼ばれる。
- ブザーが鳴っているときにはレバーを押し、鳴っていないときには押さなくなった場合、ブザーは弁別刺激と呼ばれる。

## 人の振る舞いを変えるには
応用行動分析とは、バラス・スキナーによって築かれた学術分野であり、人間の特定の社会的振る舞いを修正する理論である。その根底にはオペラント条件付け理論が存在し、条件つき刺激 (SC), 識別刺激(Sd)、反応 (R)、 強化刺激 (Srein or Sr 嫌悪刺激(Save ). などの用語がある。条件付き刺激は、感情反応など古典的条件付けよって形成された行動をコントロールする。ほか3つの用語は、スキナーの「3項の偶発事象」を形成する。
1. ゴールを示す：どのような変化がもたらしたいのかを明確にする。たとえば「体重を30ポンド減らす」など。
2. 行動を観察する：求める効果が発生しているかどうかを確認しつづける。たとえば毎日、体重をグラフに記す。
3. 求める行動を強化する：たとえば体重が減少したことを褒める。人間では、行動の記録が強化の役目を果たす。減量効果をグラフで確認できれば、当人はそれを見て「減量プログラムの継続」という行動を強化するだろう。これをより一般化するとトークン経済とされ、求めた行動の報酬としてトークンが与えられる交換システムである。トークンは、後で希望の賞、報酬、威信、商品やサービスと交換可能とされる。
4. 望ましくない行動へのインセンティブを削減する：たとえば、台所にスナックやキャンディを置かない。